# Зимнее плавание

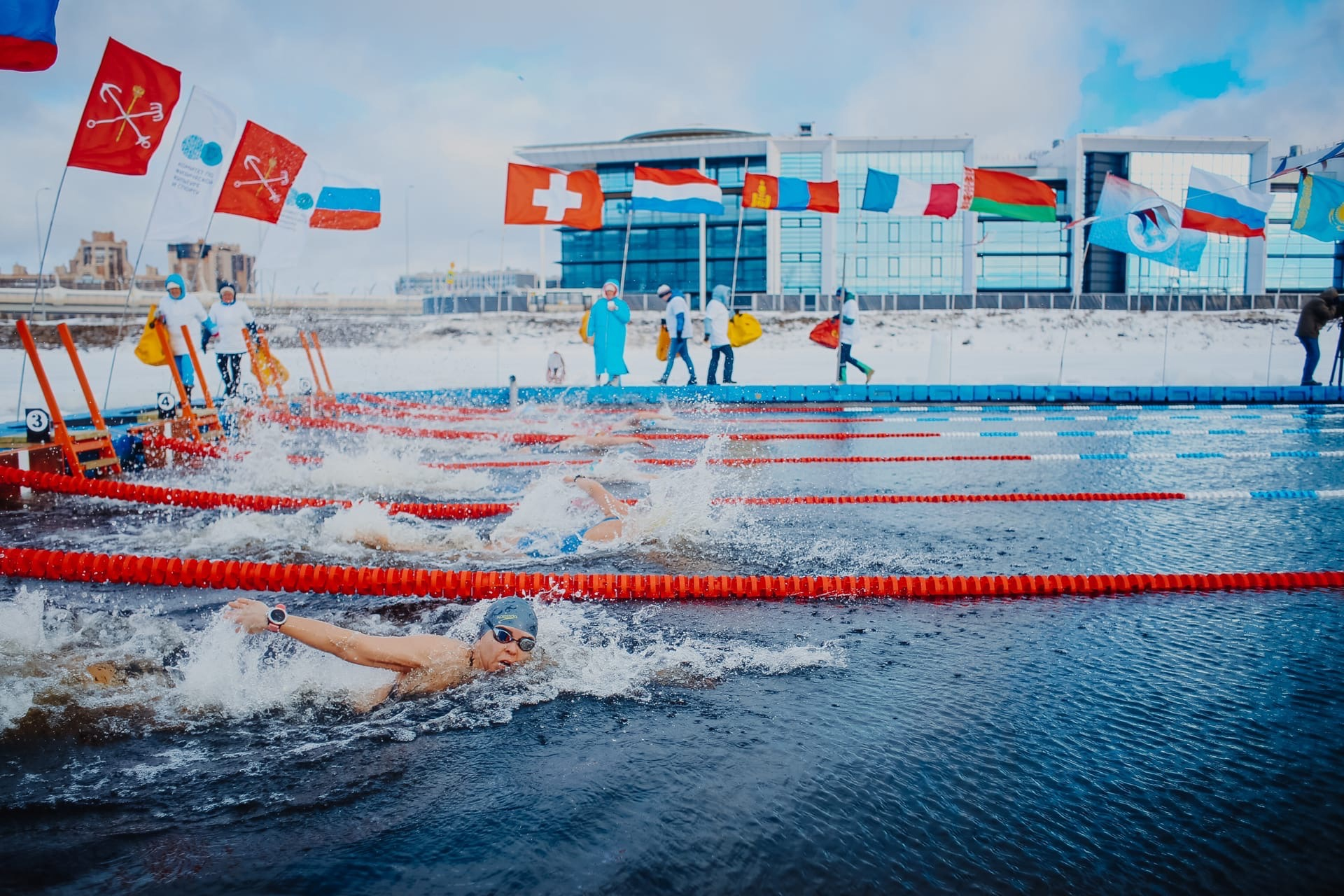
Зимнее плавание, спорт

Зи́мнее пла́вание (разг. моржева́ние) — форма закаливания в виде купания в открытых водоёмах зимой. Вода, если ещё не превратилась в лёд, то называется «холодной» (от +4 до +15 °C), если прорубь во льду, то вода — «ледяная» (от -2 до +4 °C). Обычная вода в проруби пресного водоёма имеет температуру от 0 до +4 °C. В море условия более жёсткие. Деление на холодную и ледяную воду весьма условное.
В разных странах имеются также свои названия, связанные с каким-либо морским животным. В России, Польше и Нидерландах — это «моржевание», а увлекающиеся, соответственно, — «моржи». В Финляндии — «выдры», «нерпы» и «тюлени», в Латвии — «тюлени», в Северной Америке — «белые медведи».
С 12 апреля 2022 года зимнее плавание признано видом спорта и внесено в реестр спортивных направлений министерства спорта Российской Федерации (приказ № 333).

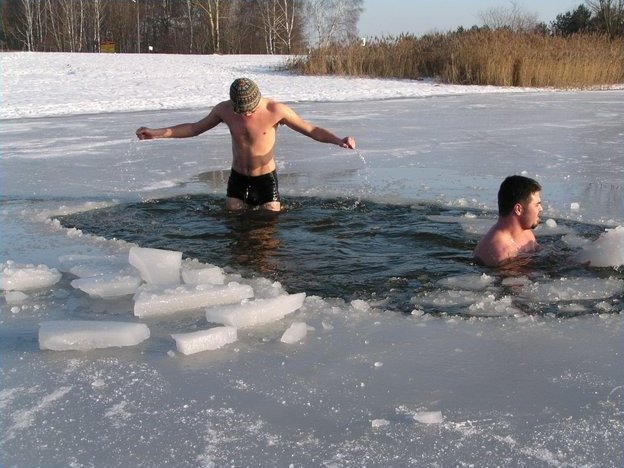
Моржевание, купание в проруби

## Отличия зимнего плавания от моржевания
Моржевание и закаливание холодной водой предполагают кратковременные погружения в воду низких температур. Цель — повышение сопротивляемости организма к низким температурам, повышение иммунитета, тренировка сердечно-сосудистой системы.
Зимнее плавание является видом спорта. Цель — преодоление дистанций в холодной и ледяной воде за минимальное время. Предполагает работу над техникой, скоростью плавания и постоянным наращиванием холодовой выносливости.

## Вид спорта в России
Зимнее плавание – это вид соревновательной деятельности на открытом воздухе, заключающийся в преодолении вплавь без средств утепления в воде температурой от -2 до +16 °C (в допустимых пределах – смеси воды с ледяной шугой и/ или снегом) за наименьшее время различных дистанций, ограниченных по температуре воды и по возрасту участников. Сезон в зимнем плавании – это календарный год с 1 ноября по 31 октября.

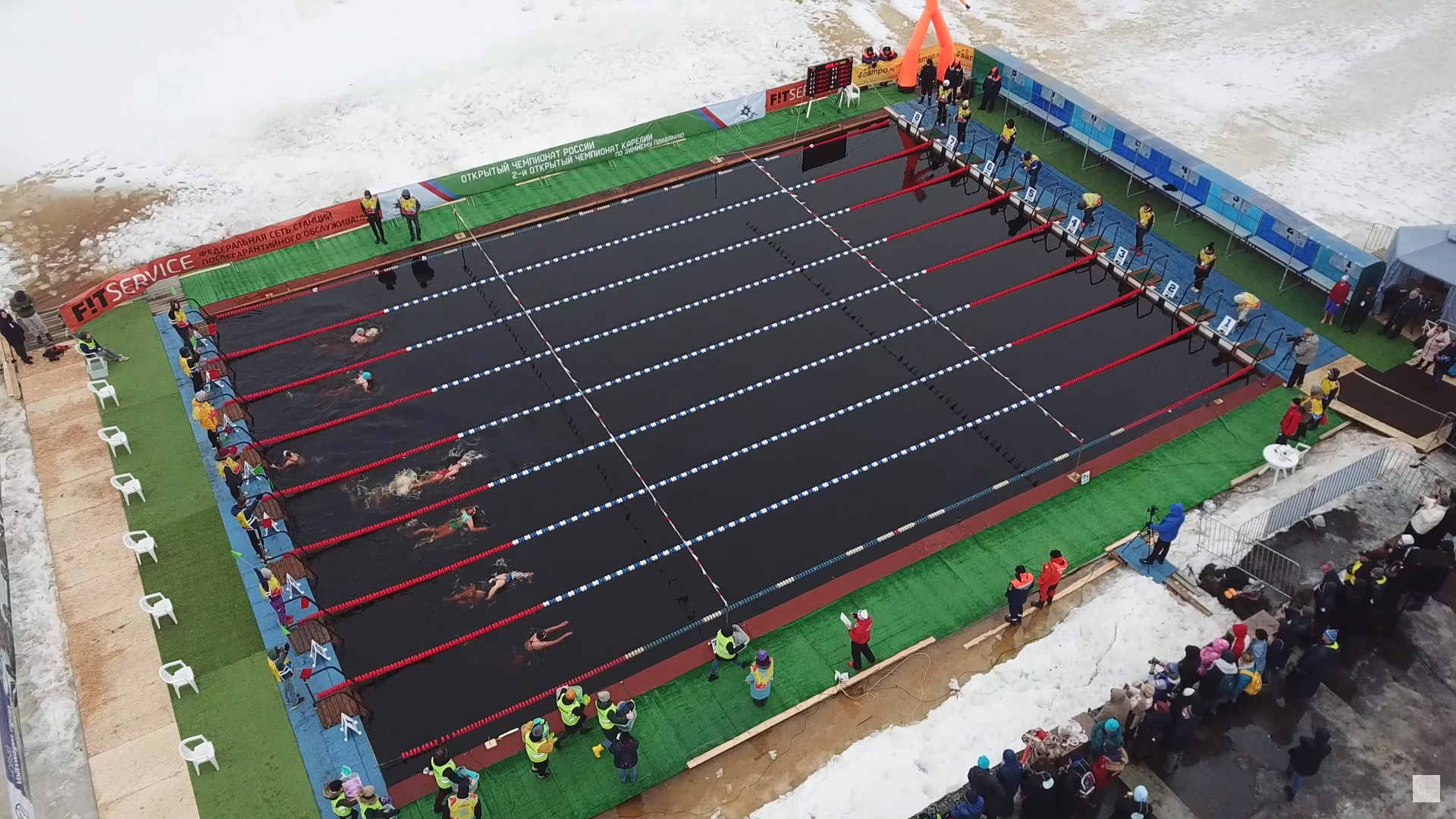
Бассейн для зимнего плавания

Бассейн для зимнего плавания – это объект, представляющий собой участок акватории открытого природного водоёма, поверхность которого ограничена периметром изо льда (прорубь), понтонов или свайных конструкций длиной 25 метров, с обоих торцевых концов оборудованный лестницами и стенками или поворотными щитами, с температурой воды ниже +16 °C. Бассейн для зимнего плавания может быть искусственным сооружением на открытом воздухе.
Категория воды в зимнем плавании – это классификация воды (или смеси воды с ледяной шугой и/ или снегом) по температуре с целью ограничения разрешенной дистанции для безопасности спортсменов на соревнованиях. Название категорий воды обозначается следующими буквами латинского алфавита: А, В, С, D.
- А категория воды от -2 до +2,0. Дистанции: 25, 50, 100, 200 м;
- В категория воды от +2,1 до +5,0. Дистанции: 25, 50, 100, 200, 400 м;
- С категория воды от +5,1 до +9.0. Дистанции: 25, 50, 100, 200, 400, 800 м;
- D категория воды от + 9.1 до 15.9. Дистанции: 25, 50, 100, 200, 400, 800 и выше, согласно положения о соревнованиях.

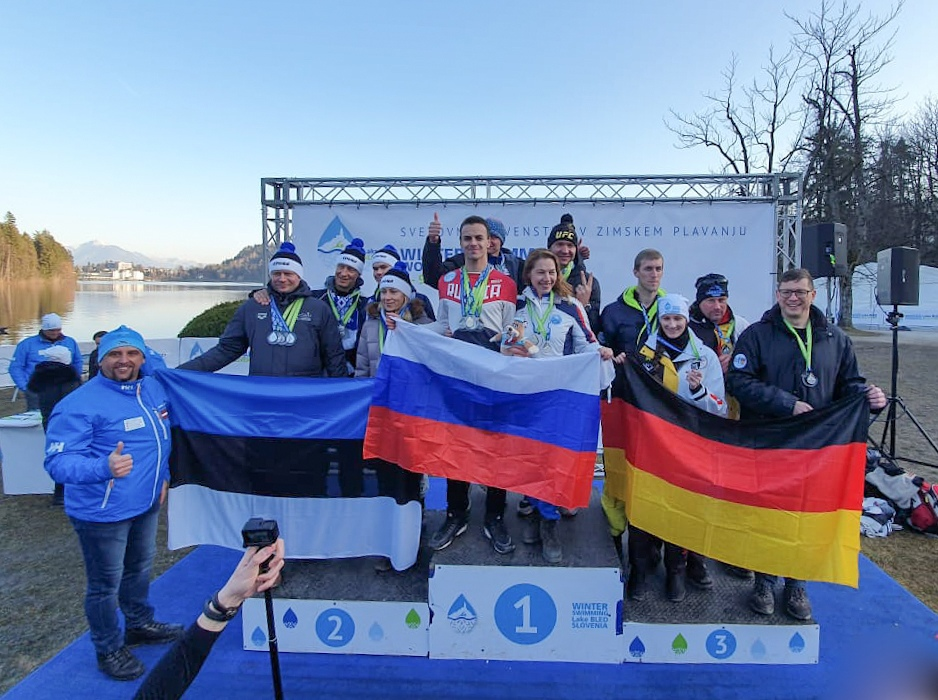
Награждение в дисциплине эстафета (Чемпионат мира 2020)

Дисциплины — соревнования по зимнему плаванию проводятся в открытых бассейнах с длиной дорожек 25 метров (м):
- Вольный стиль  25, 50, 100, 200, 400, 800 м;
- Брасс 25, 50, 100, 200 м;
- Баттерфляй 25, 50 м;
- Эстафета (смешанные команды): вольный стиль 4х25 м, брасс 4х25 м, комбинированная эстафета 4х25 м.

#### Возрастные группы[3]
- L1-группа: 12—13 лет – юноши, девушки;
- L2-группа: 14—15 лет – юноши, девушки;
- U-группа: 16—18 лет – юниоры, юниорки;
- S-группа: 18 лет и старше – мужчины, женщины.

Количество соревнований по зимнему плаванию, ежегодно в Российской Федерации проводятся:
- региональных — 250;
- межрегиональных — 16
- всероссийских — 2;
- международных — 7.

11 марта 2016 года в Тюмени состоялась учредительная конференция по созданию общественной организации Федерация зимнего плавания России, которая призвана объединить существующие клубы любителей зимнего плавания. Конференция проходила в дни проведения в Тюмени 10-го Чемпионата мира по зимнему плаванию, в ней приняли участие представители регионов России. Президентом федерации зимнего плавания России, единогласно, был избран адмирал Константин Семенович Сиденко.

## Условия для занятия

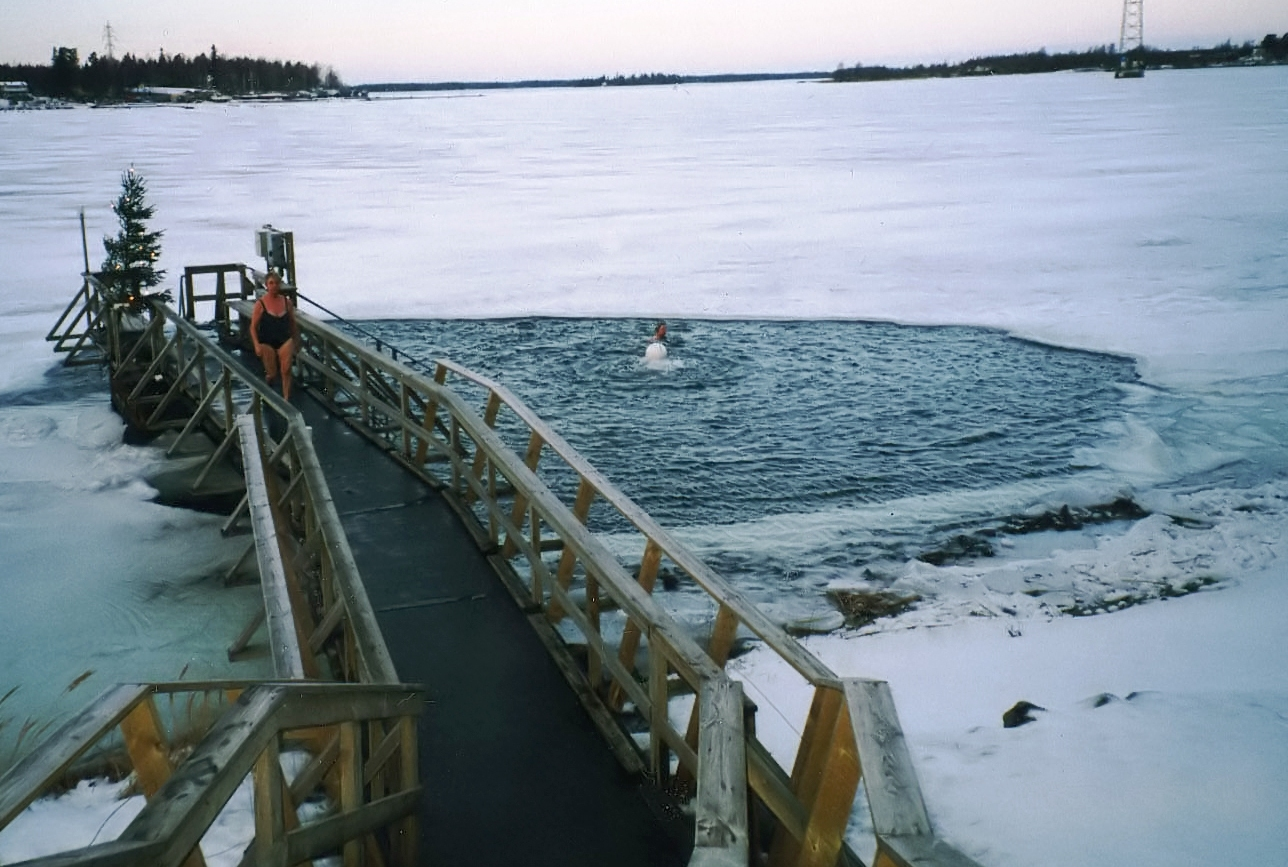
Незамерзающая за счёт подводного насоса полынья

При наличии технической возможности может быть создана незамерзающая прорубь. Вода в придонном слое из-за максимальной плотности имеет температуру около +4 градусов и, при наличии дополнительной конвекции, она вполне может препятствовать замерзанию проруби. Эта конвекция создаётся обычно погружным насосом или небольшим пропеллером. Подход к проруби без обледенелой поверхности можно организовать, например, электрообогревом мостков.
В более удалённых от цивилизации местах для плавания в замерзших водоёмах подготавливаются проруби размером от 1×2 до 4×25 метров. Для входа и выхода из воды требуется наличие лестницы или пологого берега, чтобы можно было выйти из воды самостоятельно без значительных усилий. Также желательно наличие помещения для защиты от ветра, где можно вытереться и переодеться после купания.

## Распространённость

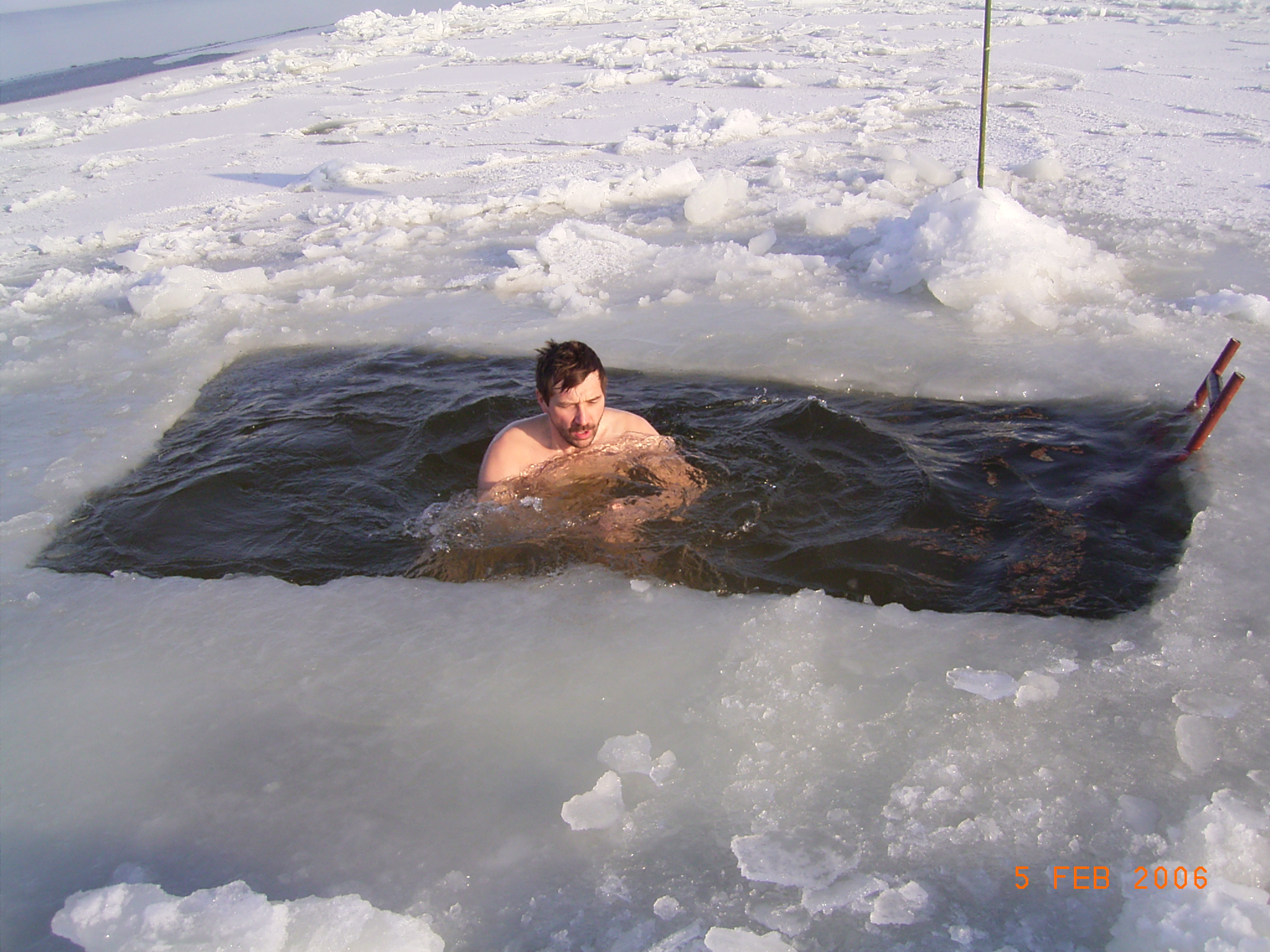
Юрмала. Купание в проруби

Наиболее популярно зимнее плавание в Финляндии, где оно связано с культурой и распространённостью сауны/бани. Пребывание в горячем воздухе бани чередуется с погружением в прорубь или бассейн с холодной водой. Количество постоянно увлекающихся, купающихся в проруби 1—2 раза в неделю, около 120 000. Примерно столько же окунается в прорубь нерегулярно на своей даче или в туристическом центре. В Финляндии с 1989 года проводятся соревнования по зимнему плаванию. В первом в Тампере было 110 участников, в 2000 в Варкаусе уже 1250. Первый мировой чемпионат прошёл в Хельсинки в 2000 году. В 2008 году чемпионат мира впервые прошёл за пределами Финляндии (Лондоне).
В Северной Америке «моржей» называют «белыми медведями». Самый старый клуб клуб «белых медведей» — в Нью-Йорке на Кони-Айленде, где купаются в Атлантике каждое воскресенье с октября по апрель.
Достаточно сильно распространено в северной части Китая. Увлечение появилось в 1940-х годах, а в 2006 число участников оценивалось в 200 000 человек. Проводятся массовые заплывы и есть постояннодействующие платные для зрителей проруби, например, в Харбине. Есть много объединений, которые занимаются зимним плаванием.

## Влияние на здоровье
Быстрое охлаждение создаёт резкую нагрузку на сердце и сжимает дыхательные пути. Большой круг кровообращения уменьшается, что быстро повышает кровяное давление и учащает пульс. Последствием может стать перегрузка сердца. Перемена кровяного давления может повлечь также головокружение.

От погружения в ледяную воду, от перепада температур может остановиться сердце — внезапная аритмогенная смерть действительно возможна. Там — два варианта, либо случается спазм голосовых связок, и человек задыхается, либо возникает опасная аритмия. Понимаете, в перегретом из-за жары и физических нагрузок теле сосуды расширены, а в холодной же воде происходит резкий спазм. Из-за сужения сосудов кровь внезапно возвращается к сердцу, моментально повышается артериальное давление.
— Лобжанидзе Ф. (врач-кардиолог)
Ныряние и смачивание головы также не рекомендуется — это увеличивает потерю тепла. Несмотря на кратковременность пребывания в холодной воде, происходит значительная потеря тепла организмом, что может привести к переохлаждению. Чтобы избежать простуды стоит после купания одеться теплее.
В последние десятилетия отечественные исследователи довольно пристально следят за состоянием здоровья «моржей», чтобы понять, как влияет на организм воздействие холодом. На научном уровне воздействие зимнего купания на здоровье исследовано сравнительно мало.
Систематическое занятие зимним плаванием закаливает организм (улучшает устойчивость к неблагоприятным условиям внешней среды; повышает иммунитет, прежде всего к простудным заболеваниям). Благоприятно сказывается зимнее плавание на системе кровообращения. Вместе с тем существуют и многочисленные противопоказания, при которых нельзя заниматься зимним плаванием. Это — заболевания сердечно-сосудистой системы, бронхо-лёгочные заболевания, заболевания щитовидной железы и другие. Заниматься зимним плаванием ни в коем случае нельзя людям с заболеваниями, которые могут сопровождаться внезапными приступами.

### Физиологические и биохимические процессы
Биомеханизм возникающих при зимнем плавании процессов в организме связан с:
- симпато-адреналовой системой
- катехоламинами
- глюкокортикоидами
- стресс-реакцией организма

## Международные соревнования

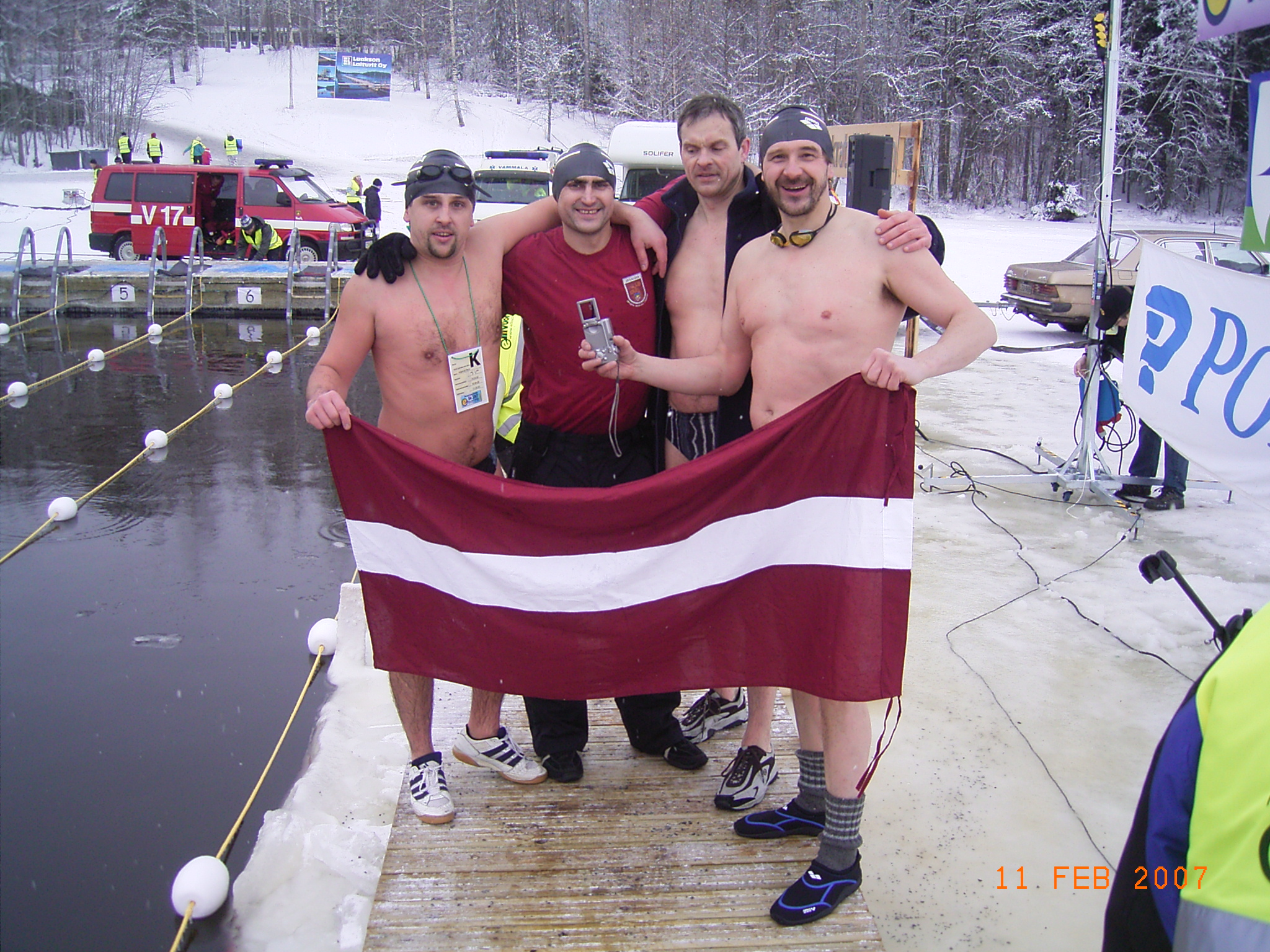
Соревнования 2007 года, Латвия

Финская ассоциация рекреационных видов спорта SuomenLatu в 2000 году провела первый чемпионат мира в Хельсинки. До 2006 года чемпионаты мира были ежегодными и проводились только в Финляндии.
Основанная в 2006 году Международная ассоциация зимнего плавания IWSA сформулировала современные правила зимнего плавания. В программу соревнований были добавлены заплывы вольным стилем. В 2008 году IWSA провела чемпионат мира в Лондоне. В 2010 году чемпионат мира принимала Словения, в 2012 году – латвийская Юрмала, в 2014 – финский Рованиеми. В 2014 году была введена классификация температуры воды и ограничены максимальные дистанции для соревнований, что сделало зимнее плавание ещё более безопасным и переключило вектор его развития от экстремальных заплывов на дальность для узкой категории лиц к здоровому виду спорта для широких масс.
Чемпионаты мира проводятся раз в два года. Дистанции от 25 метров до 450 метров. Эстафеты (для команд из четырёх участников) проводятся только на дистанции 25 м. Дополнительно имеется «нерпа» — заплыв, в котором не регистрируют время, и «тюлень» — соревнование, в котором лишь окунаются. Участники и команды, занявшие 1—3 места, награждаются медалями, остальные участники получают свидетельства (дипломы).

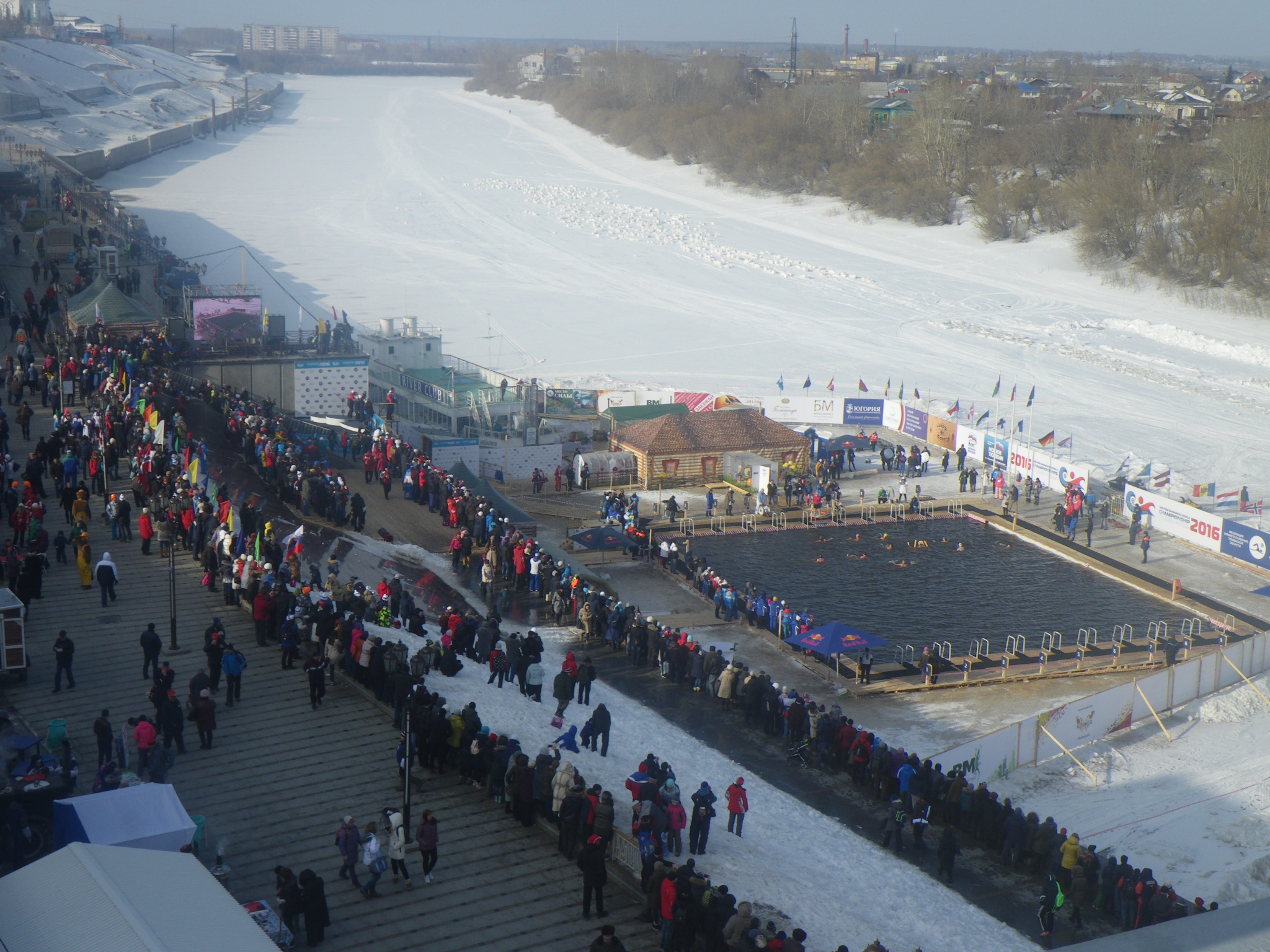
Место проведения соревнований по зимнему плаванию на 25 до 450 метров на 10-м WSWC 2016 Тюмень

| Год  | Страна    | Город        | Даты              | Примечания |
| ---- | --------- | ------------ | ----------------- | ---------- |
| 2012 | Латвия    | Юрмала       | с 20 по 22 января | VIII       |
| 2014 | Финляндия | Рованиеми    | с 20 по 23 марта  | IX ЧМ      |
| 2016 | Россия    | Тюмень       | с 8 по 10 марта   | X ЧМ       |
| 2018 | Эстония   | Таллин       | с 6 по 10 марта   | XI ЧМ      |
| 2020 | Словения  | Блед         | с 3 по 9 февраля  | XII ЧМ     |
| 2022 | Россия    | Петрозаводск | с 21 по 27 марта  | отменен    |
| 2023 | Словения  | Блед         | с 23 по 29 января | XIII ЧМ    |